# Eisenfunk
Eisenfunk ist eine deutsche Band der schwarzen Szene aus dem Electronica-Bereich.

## Geschichte
Die Band Eisenfunk wurde von Michael Mayer Anfang 2006 als Solo-Projekt gegründet. Viele Tracks stellen eine Fusion aus harten Techno-Beats, gelegentlichen Noise-Elementen und einfachen Melodien dar. Eisenfunk bezeichnen ihren Stil selbst als Industrial, ohne dabei einen Bezug zur Industrial Culture zu haben.
Ende 2006 war das erste Werk, Funkferngesteuert, fertiggestellt und wurde in Eigenregie als Web-EP veröffentlicht. Zum Jahreswechsel 2006/2007 wurde das Projekt durch Arthur Stauder und Toni Schulz ergänzt.
2007 erschien das Debütalbum Eisenfunk über das Sublabel Biohazzard Records des Szenelabels Danse Macabre von Musiker und Produzent Bruno Kramm. 2008 schaffte die EP 300 den Einstieg in die Deutschen Alternative Charts (DAC) und landete dort in den Top Ten.
2010 folgte das zweite Album, 8 Bit, das in der Presse gemischt aufgenommen wurde. Während der Medienkonverter 8 Bit als „witziges Album für den kleinen Cyberelektrohunger zwischendurch“ bezeichnete und sich „ein wenig mehr Substanz“ wünschte, vermisste das Onlinemagazin The-Spine.de Innovation und bezeichnete die Musik in Hinblick auf die Zielgruppe der Cyber als „Musik für Glühwürmchen“. Das Album enthält auch das Stück Pong in verschiedenen Remixen.
Auch das Album Pentafunk, das ein Jahr später zum fünfjährigen Bandbestehen erschien, erreichte nur durchschnittliche Bewertungen.
Nach 8 Jahren Bandgeschichte wurde 2014 die Auflösung der Band bekanntgegeben. Am 17. Mai 2014 fand das letzte offizielle Konzert der Band in Ingolstadt statt.
Nach knapp 10 Jahren veröffentlichte die Band am 6. Juli 2024 auf ihrem YouTube-Kanal ein Video mit der Ankündigung, dass eine Rückkehr mit der Veröffentlichung eines neuen Albums noch im selben Jahr erfolgen wird.

## Diskografie
- 2007: Eisenfunk (Studioalbum, Biohazzard Records)
- 2008: 300 (EP, Biohazzard Records)
- 2009: Schmerzfrequenz (Studioalbum, Danse Macabre)
- 2010: 8 Bit (Studioalbum, Danse Macabre)
- 2011: Pentafunk (Studioalbum, Danse Macabre)
- 2024: Superhelden